# BM“堡垒”主战坦克
BM“堡垒”（羅馬化：Oplot，直译：「堡垒」）主战坦克是由乌克兰生产的现代主战坦克，由哈尔科夫莫罗佐夫机械制造设计局开发。坦克的首席设计师是米哈伊尔·鲍里修克。
在军方正式接受“堡垒-M”前，BM“堡垒”是T-84U“堡垒”坦克经过彻底的现代化改造后的成果，也是T-84系列坦克的最新型号。

## 历史

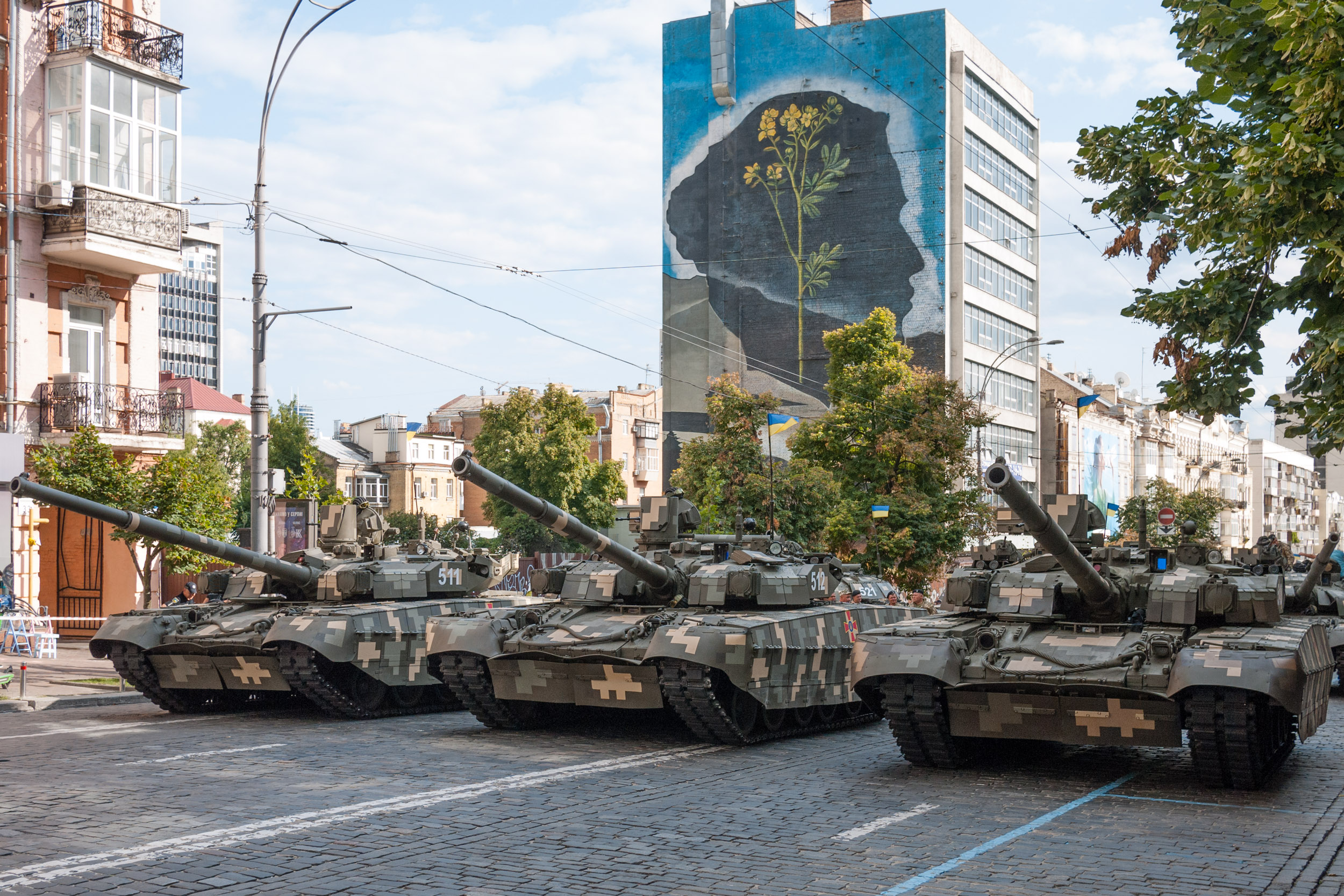
BM“堡垒”在2021年独立日游行彩排中

1992年，T-80UD坦克的现代化工作开始。
2000年，“堡垒”坦克被乌克兰军队正式接受，名称为T-84U“堡垒”。同年，乌克兰国防部决定开始研制新型主坦克，即“堡垒-M”坦克。
2008年底，在T-84U“堡垒”坦克基础上改进的第一辆BM“堡垒”坦克开始生产，历时三个月。
2009年5月，“堡垒”被乌克兰武装部队接受，名称为“堡垒-M”，并签订了供应10辆的合同，价格为2950万格里夫纳每辆，但由于缺乏资金而暂停生产。
乌克兰新型坦克于2009年8月24日在乌克兰独立日阅兵式上首次亮相。
2011年2月20日至24日，BM“堡垒”首次在国外亮相于阿布扎比举行的第十届国际武器展览会IDEX-2011。2011年一辆“堡垒”坦克的出口价格为490万美元，2013年为489万美元。
截至2012年初，乌克兰军队只有一辆BM“堡垒”坦克，计划到2025年采购约200辆“堡垒-M”主战坦克。2011年12月，乌克兰国防工业副总经理弗拉基米尔·库拉琴科表示，有40家乌克兰企业参与了该坦克的生产。
“堡垒”坦克于2013年开始量产，但第一批PNK-6瞄准镜却在2014年1月才开始生产。
2015年2月4日，乌克兰国防工业总经理罗曼·罗曼诺夫宣布2015年将生产40辆“堡垒”坦克。
乌克兰国防工业联合体（OPK Ukraine）的代表就“堡垒-M”量产的各种计划发表了多次声明，但计划都未实现。因此，2015年2月4日，乌克兰国防工业公司总经理R.A.罗曼诺夫宣布，2015年将生产40辆“堡垒-M”坦克。2015年12月25日，乌克兰内阁部长乌克兰通过了一项决议，乌克兰政府为国有企业马雷舍夫工厂的贷款提供金额为18亿3590万格里夫纳的国家担保，以确保该工厂执行先前批准的“堡垒-M”坦克生产计划。担保费为年度担保义务金额的0.001%。2015年，坦克的生产完全中断，没有生产哪怕一辆能够满足乌克兰武装部队需要，或符合合同条款的坦克。截至2017年初，乌克兰军方还没有收到新坦克。根据乌克兰总统第183/2017号令，将从乌克兰前总统维克托·亚努科维奇被没收的资金中拨款3亿格里夫纳，用于供应BM“堡垒”的现代装甲武器，以满足乌克兰武装部队的需要。
2018年9月，有消息称，研究人员正在开发一种新的改装方案，新方案考虑到了针对顿巴斯敌对行动的最新经验。改进型将根据乌克兰武装部队的需要进行批量生产。
2018年3月，乌克兰国防工业总经理巴甫洛·布金（羅馬化：Pavlo Bukin）宣布，生产“堡垒”反坦克导弹系统的订单已经开始执行，但订单的具体数量属于国家机密，第一批已于2019年生产完成。
据报道，2019年乌克兰国防部没有签订BM“堡垒-M”坦克的生产合同，因为乌克兰军工行业暂时无法完成用乌克兰或外国制造的坦克部件替换俄罗斯产零部件的替换工作。
2020年10月，国营企业马雷舍夫工厂总经理瓦西里·克利拉斯报告称，目前对在俄罗斯制造的坦克零部件的进口替代工作仍在进行，乌克兰国防部将仅在完成进口替代的情况下才准备订购BM“堡垒”坦克。

### “堡垒”项目
2020年，新的“堡垒”项目（羅馬化：Bastion，直译：「“堡垒”」）推出，报道称“堡垒”项目下的工程将不再使用俄罗斯制造的零部件。2009年接收的“堡垒”型号使用了一定数量的俄罗斯原产部件和材料：单个的电气设备部件、接线盒和系统等。虽然数量相对较少，但也应该全部替换。按照计划，坦克不仅应该摆脱俄罗斯部件，而且还应该进行显著现代化。一辆全新“堡垒”的预计成本为1.5亿格里夫纳（按2021年汇率计算约为515万美元）。也就是说，为一个坦克连装备现代化的“堡垒”大约需要花费15亿格里夫纳。
2020年12月，国防部副部长亚历山大·迈罗纽克（羅馬化：Oleksandr Myronyuk）宣布，“堡垒”的研发工作正在进行中，坦克的进口替代正在进行中。应于2023年收到“堡垒”坦克的验证车。而项目完成日期预计为2025年。
2021年3月，据悉，乌克兰特殊用品出口有限公司订购了一辆“堡垒”坦克，以在国外武器市场上推广它。“堡垒-2M”的生产于2021年2月开始。

## 坦克详情

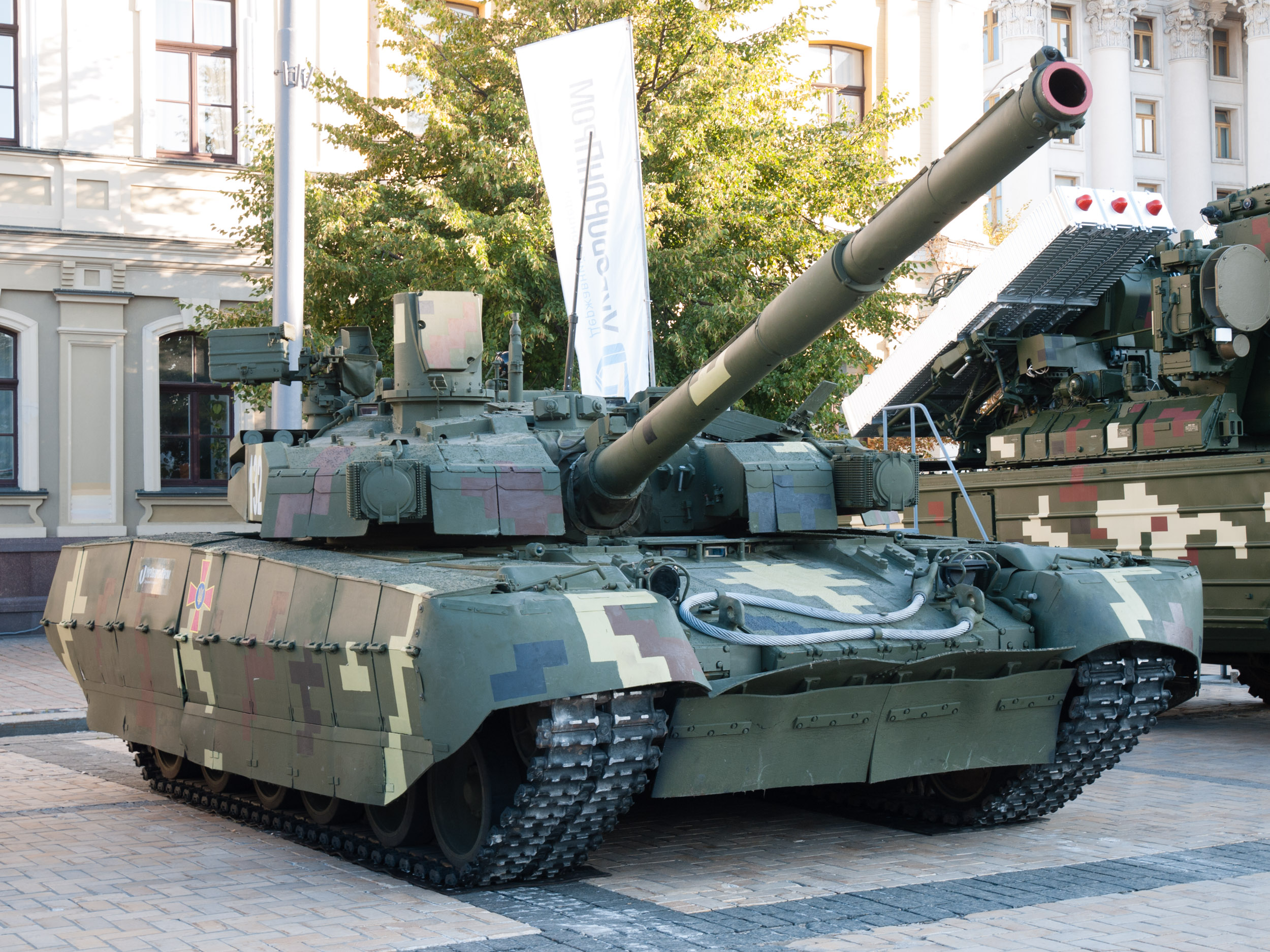
BM“堡垒”在展会上，2018。

“堡垒”坦克采用经典布局，控制舱位于头部，战斗舱位于中部，发动机舱位于尾部。BM“堡垒”采用了自动装弹机，需要三名成员—一名司机、一名炮手和一名车长。司机在中间，车长位于右侧，炮手位于左侧，每个人都有一个用于进入/逃生的舱口。
BM“堡垒”与KhKBM之前生产的T-84系列坦克不同，它改进了以下方面：

### 火控
- 新的火控系统；[29]
- 火炮身管弯曲度检测装置；
- 将指挥官全景瞄准镜与独立的昼夜双通道（热成像）和激光测距仪相结合；

### 防护
- 由轧制装甲钢制成的新型焊接炮塔；
- 安装了可为车体和底盘提供额外保护的大型侧面装甲，以防护手持反坦克榴弹发射器的攻击；
- 内置式双刃ERA（外观很像利刃），提供对穿甲弹和串联弹药更好的防御能力；[29]
- 护卫系统；[29]

### 武器
主武器

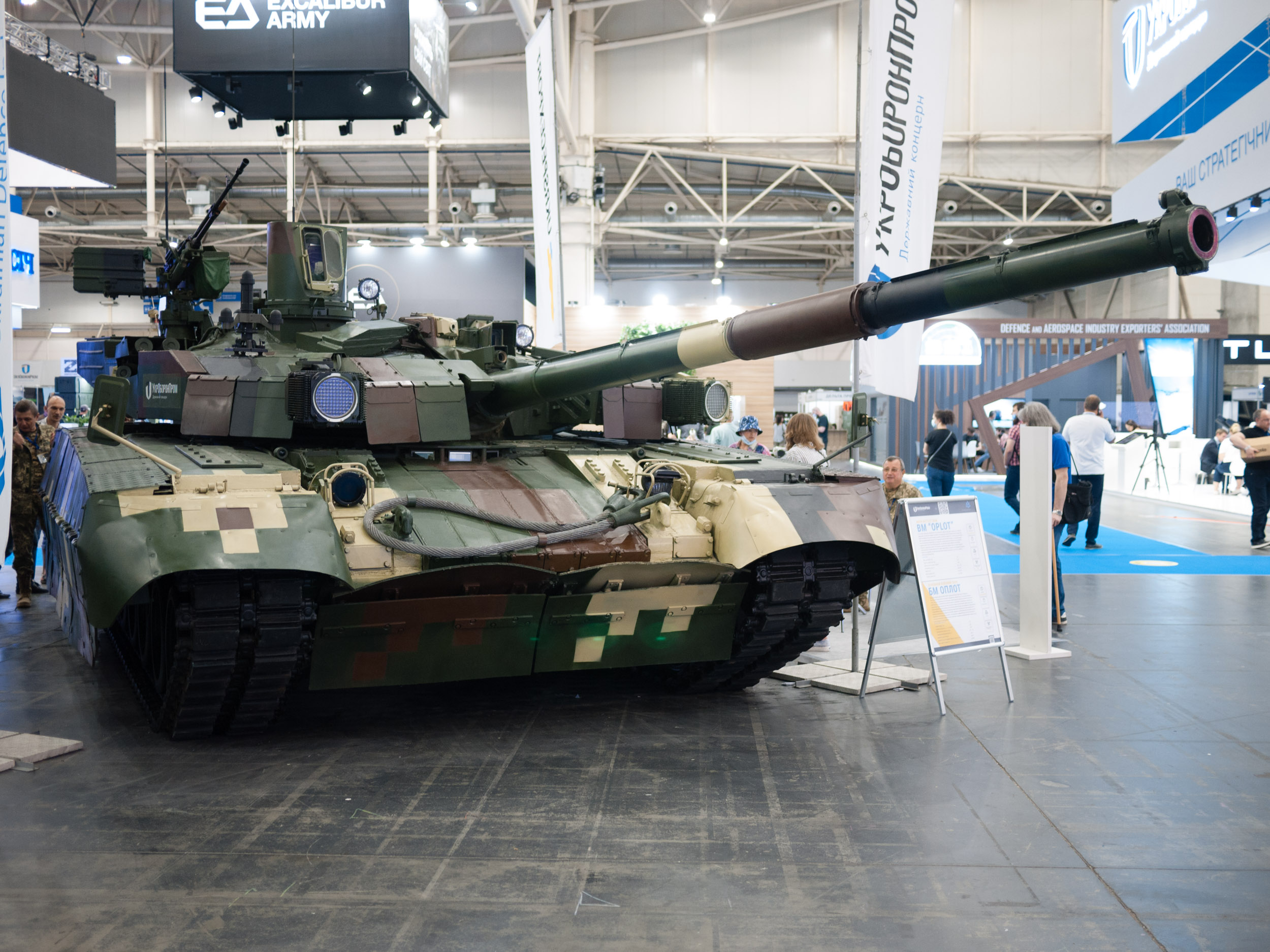
2021年展会

“堡垒”的主武器是125毫米KBA-3滑膛炮，载弹48发，配备输送式自动装载机。这门炮配备了排烟器、热套管，并可以双向稳定。
炮管采用快拆设计，无需从坦克上拆卸炮塔即可现场更换。炮塔旋转驱动为电动，火炮驱动为液压。紧急情况下，也可人工使用机械传动装置以转动炮塔和完成火炮的瞄准。
火炮的弹容量为46发，采用独立弹药筒装填，其中28发放置在自动装弹机中。BM“堡垒”还能发射APFSDS、高爆燃烧弹、HEAT和SACLOS战斗反坦克导弹。
坦克的射速高达8发/分钟（每发装弹7-12.5秒），这个速度是通过自动装填和串联供给（弹丸装弹）的闭环供弹系统实现的。空弹壳的排出是通过自动捕获并堆放在空托盘中来进行的，无需对战斗舱进行减压。自动装填输送带的装填时间为15-20分钟。这套系统也提供手动装填机制。
制导武器

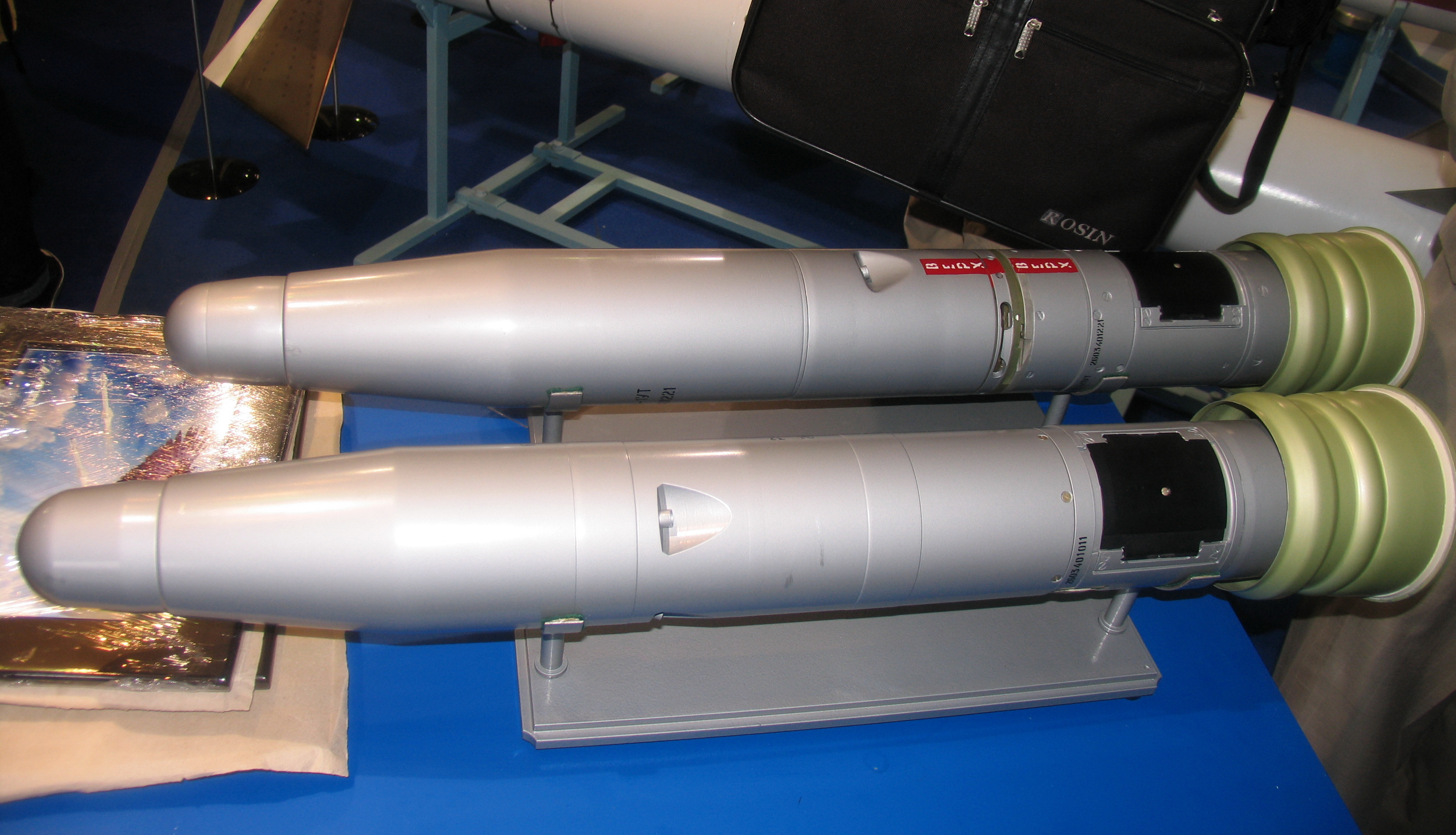
战斗反坦克导弹

“堡垒”的一个显著特点是可以从大炮发射激光制导的战斗反坦克导弹，最远距离可达5公里，而T-64B和T-80B仅有4公里。穿透力可达750毫米RHA。ATGM与普通炮弹一样置于自动装弹机中。
发射战斗ATGM时，坦克速度最大不得高于30公里/小时，攻击移动目标时，坦克速度不得高于70公里/小时。
副武器
坦克配备的副武器有：
- KT-12.7毫米高射机枪（弹药3×150发），带遥控系统；俯仰角为-3/+60度，平移角为±75度；机枪垂直稳定在-3/+20度范围内；
- KT-7.62毫米同轴机枪（载弹1250发）。

火控系统和瞄准装置
BM“堡垒”的火控系统（FCS）可对火炮、同轴机枪和高射机枪的全天候的瞄准和射击提供支援，包括车长的瞄准和射击。坦克的控制系统包括：
- 瞄准系统：
  - 炮手的1G46M日间瞄准镜配备了独立的双向稳定装置、激光测距仪（最远9000米，精度为±10米）和战斗反坦克导弹的半主动控制通道。倍数为2.7-12x。[36]
  - 炮手的PTT-2的热成像瞄准系统[37]。旨在探测地面和空中目标且昼夜均可实现瞄准。目标探测范围可达8000米，识别范围为6000米，分辨范围为4500米（ΔT≥2°K，窄视场）。[38]
  - 车长的PNK-6（英语：PNK-6）全景瞄准系统。旨在从车长的位置探测地面和空中目标，并可在昼夜均可实现有针对性的射击。配备激光测距仪。
- 火炮稳定器（英语：Gun stabilizer）2E42M
- 火炮身管弯曲度检测装置，在考虑到炮管和因太阳辐射及自身因激烈射击期间发热而产生的热弯曲的情况下，对弹道计算机生成的瞄准角和横向导程进行自动校正，以提高射击精度。[39]
- 1ETs29M高射机枪遥控系统。

### 安全性和生存能力
防弹保护

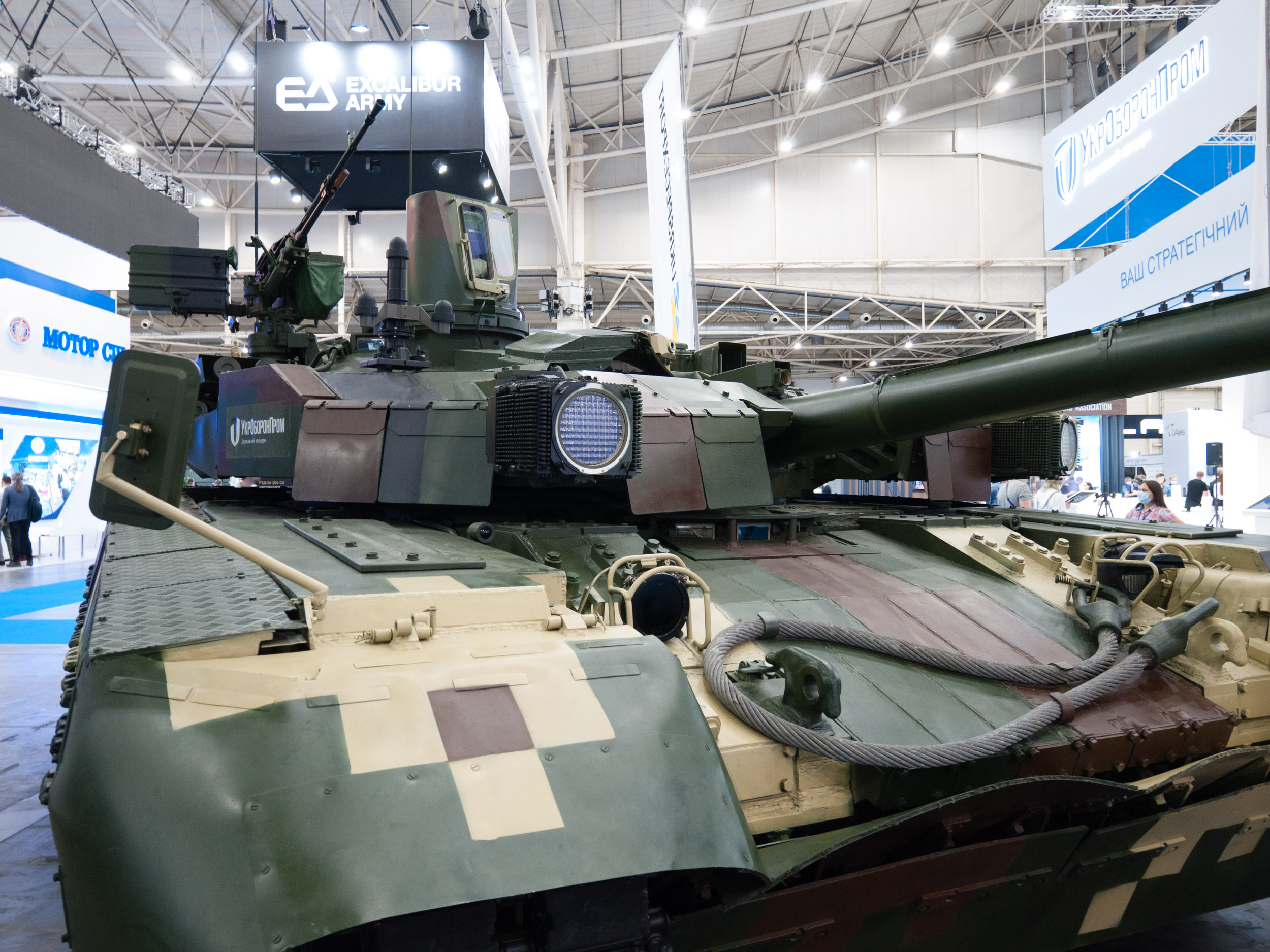
炮塔和车体首上部的双刃爆炸反应装甲。

BM“堡垒”拥有综合防护系统，包括被动装甲、内置式爆炸反应装甲和许多其他防护系统，可提高坦克在战场上的生存能力。装甲是多层的，由装甲板和陶瓷材料组成。塔顶采用整体冲压而成，增加了塔顶的刚性，保证了批量生产时工艺性好、质量稳定。
BM“堡垒”坦克的车体和炮塔均采用高强度防弹装甲钢制成。通过在钢中加入一定量的铬、钼、镍、锰、硅、钒等化学元素进行合金化，并对金属进行一定的热处理和强化来实现钢的高机械性能和抗装甲性能，即轧制装甲钢板。通过降低金属中的硫和磷的含量以及通过电渣重熔（ESS）额外去除有害杂质，还可以提高装甲钢的抗弹射和抗累积性能。BM“堡垒”坦克采用乌克兰21Sh（21Ш）、22Sh（22Ш）和24Sh（24Ш）号装甲钢。
根据反坦克装甲既定的分类，BM“堡垒”坦克采用了单双障碍、间隙装甲和复合装甲，以优化防护性能。为了减轻Oplot BM坦克的重量，采用了差异化装甲防护，包括玻璃-textolite、填充准弹性液体的多孔块等多种复合材料。
车体和炮塔部分以紧密焊接的方式进行整体连接，并在可拆卸装甲下方安装密封垫片，保证了坦克车体和塔的密封性。这有效防止了坦克进水，以及保护成员和内部设备免受子弹、易燃液体、激波、毒药、细菌和放射性物质的损伤。
在车体前部、炮塔和坦克侧面，安装了新一代双刃爆炸反应装甲内置式ERA，可提供针对HEAT和APFSDS的防护。模块化设计支持在升级或装甲损坏期间快速更换破损的防护元件。BM“堡垒”车体侧面安装了宽橡胶侧装甲，可为防御RPG-7等手持反坦克武器提供额外保护。双刃爆炸反应装甲系统的元件在被12.7毫米口径子弹、30毫米口径穿甲弹和炮弹碎片击中时不会爆炸。也就是说，ERA的爆炸反应仅会发生在125毫米高爆破片弹迫近时。
爆反的工作原理是将炮弹的聚能射击点初始化—将攻击弹药切成碎片。如果撞击角度合适，爆反还可以通过切断主装药来摧毁串联弹药。然而，这种设计无法防御沿长度方向装填较多装药的串联弹药，并且还容易破坏相邻的保护模块。
双刃爆炸反应装甲不需维护，使用安全。工作人员无需特殊工具即可在2.5-3小时内安装这种ERA。ERA模块无法在现场维修。
据坦克制造商的介绍，BM“堡垒”的爆炸反应装甲可提供以下保护：
- 便携式和架式反坦克榴弹发射器以及无后坐力步枪；
- 陶-2、米兰、风暴等反坦克导弹；
- 125毫米口径滑膛坦克炮发射的锥形装药弹（3BK18M、3BK18、3BK14M、3BK14）；
- 125毫米口径滑膛坦克炮（3BM22、3BM26、3BM42、3BM46）发射的穿甲弹和120毫米口径带有Cl3069、OFL-120 F1、DM53型号分离式弹托（英语：Sabot (firearms)）的曳光穿甲弹

爆反可使穿甲弹的穿透力降低70%，反坦克导弹的效能降低90%，锥形装药弹的效能降低90%。它还提供针对爆炸成型穿甲弹类型弹药的保护。
地雷防护最大可抵挡履带下方爆炸的10公斤TNT当量的地雷以及在底盘（前舱）下方爆炸的4公斤TNT的地雷。
“堡垒”的成员舱和后勤舱配备自动灭火系统，以及PRHR-M1（辐射和化学侦察装置）和CBRN防护系统。
主动防护系统

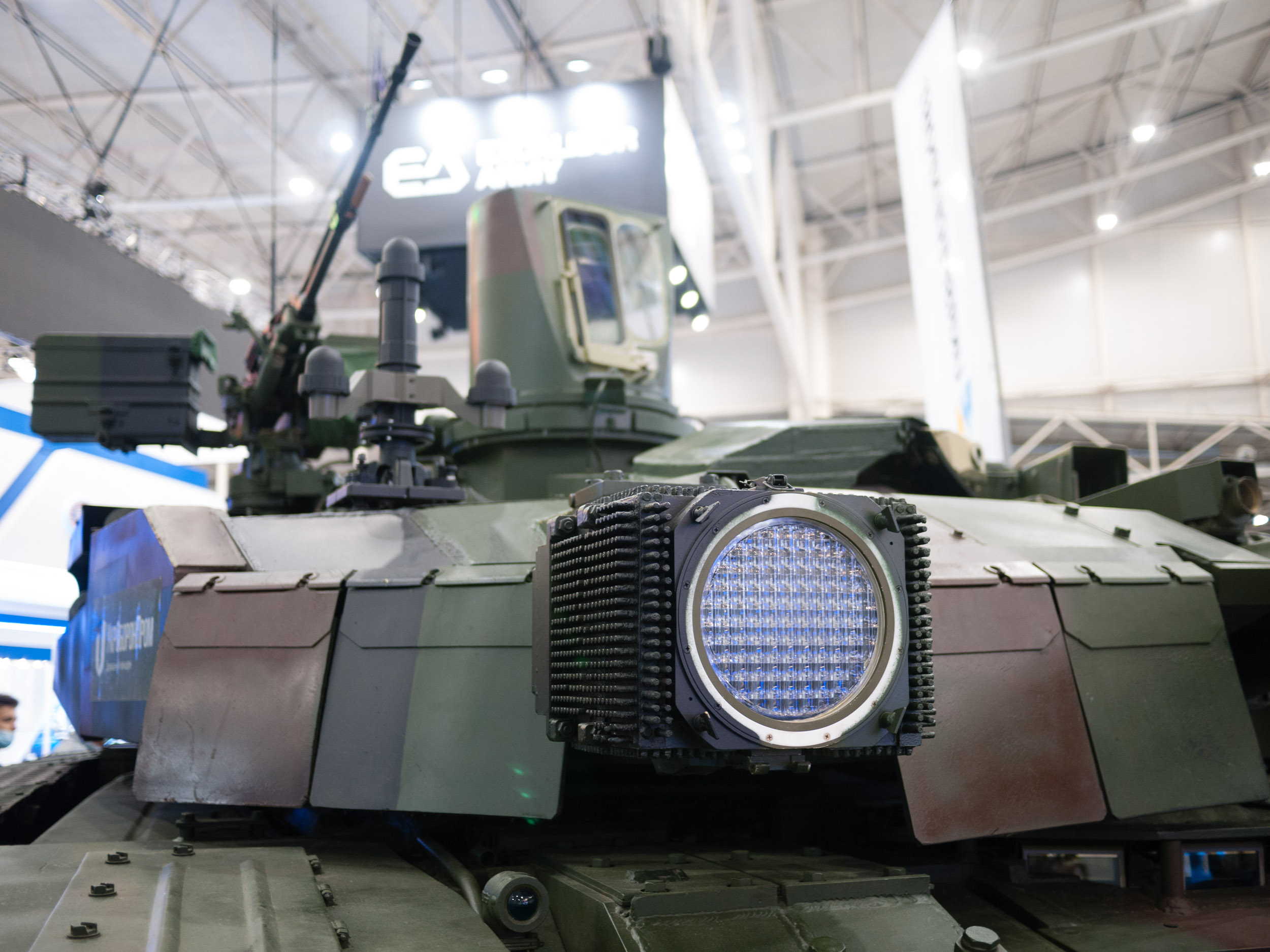
护卫光电反制系统

“堡垒”的主动保护系统使用护卫光电反制系统的防护功能以及使用主动防护系统的弹药主动破坏来袭投射物。
“护卫”能够探测射向坦克的激光并释放烟幕。此系统的一个明显缺点是由于缺乏雷达而无法对来袭弹药做出反应。现代激光制导反坦克导弹，如短号或斯图格纳-P，即使是装备“堡垒”的战斗反坦克导弹，在导弹的大部分飞行过程中，都通过激光束将飞弹引导至目标上方，并在击中前提前0.2秒将激光降低到目标上，此时实际的引导过程完，屏障释出并降低投射物的打击效果。护卫不适合安装红外范围内不透明的气溶胶烟幕，因为这套系统没有使用红外探头探测ATGM导弹的功能。但这套系统可响应火炮系统的激光测距仪以及对抗多枚反坦克导弹。
“堡垒”的主动防护系统护卫相当先进，防御功能由多个模块组成，每个模块都配备有范围2-3米的微型雷达，以及一枚用于摧毁来袭弹药的非发射榴弹。护卫不像其他APS那样发射榴弹，而是通过电动机伸出带有榴弹和微型雷达的气缸。攻击弹药，使其在距坦克0.5-1米处引爆。这种设计使得对坦克炮塔球的保护很容易实现，并协调对坦克的全面或部分保护。此外，无需计算来袭弹药的弹道，以实现高性能防护。APS甚至足以摧毁导弹，而且还可以摧毁次口径穿甲弹。开发人员只展示了其拦截能力（3BM42）。然而，对次口径穿甲弹的拦截能力对于主动防护系统来说相当独特。
护卫的成本相当高，因为这套系统需要至少16个微型雷达而不是1个，因此目前仅有生产计划，而未落实。专家还提出，护卫之所以没有进入量产，是因为将系统插入装甲中可能会破坏装甲的刚性，并且在越野机动时释放的APS气体可能会丢失。
迷彩网
2012年夏天，乌克兰武装部队为BM“堡垒”坦克采购了一套对比 (迷彩)迷彩网。

### 机动性
概要
- 新型集成坦克控制系统，可在驾驶时提供自动换档和平稳转向；
- 6TD-2E发动机，功率882 kW（1,199 PS），减少排放的废气烟雾量并降低了烟雾毒性；
- 功率10 kW（13 hp）的柴油辅助动力系统；

发动机

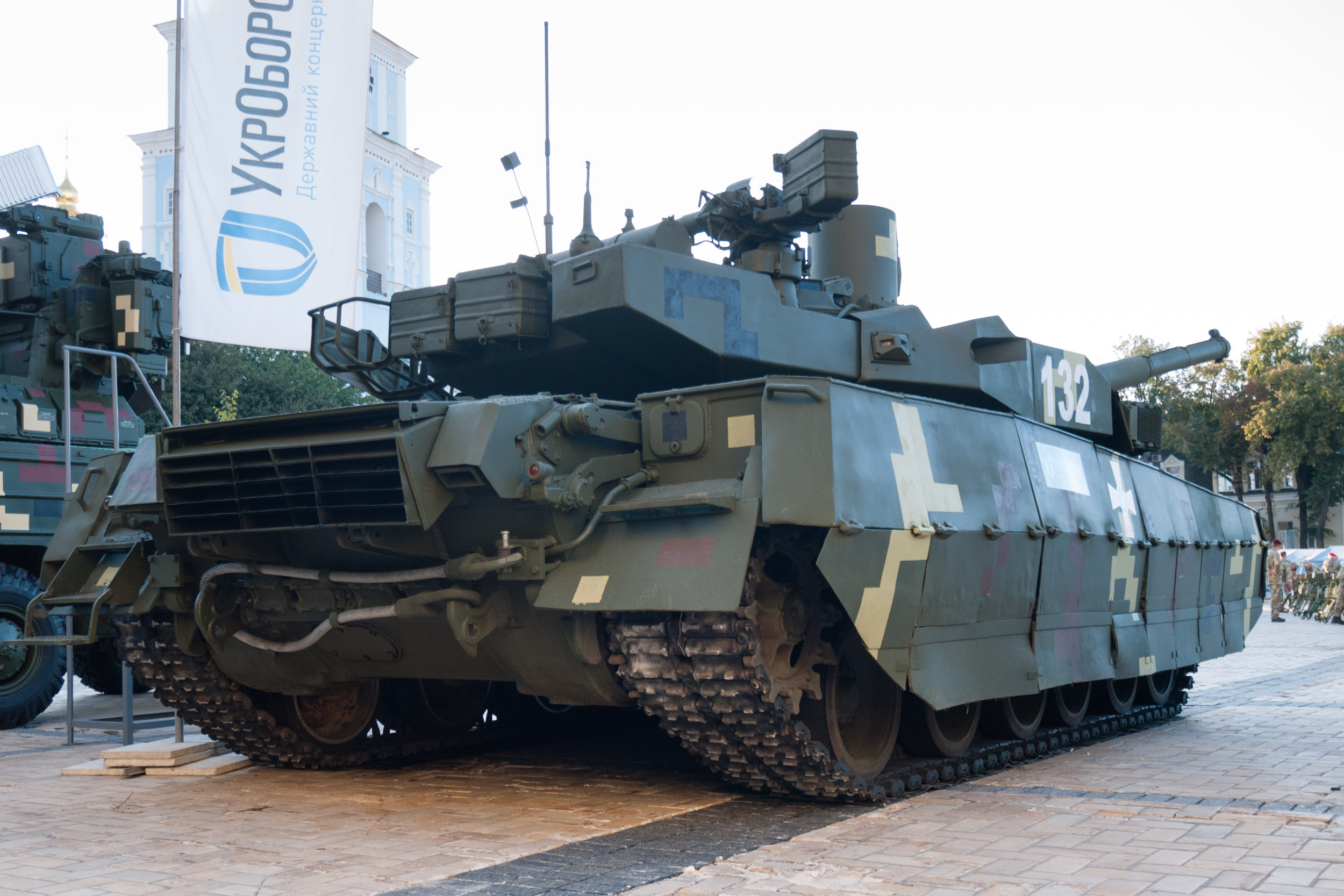

BM“堡垒”装备6缸柴油发动机6TD-2E，排量16.3L，功率882 kW（1,199 PS）。发动机为二冲程、多燃料（使用汽油、煤油、航空燃油、柴油机燃油或它们任意比例的混合物），具有增压、直流吹气、燃油直喷、水平对置气缸及装有反向移动活塞。内部油箱容量为575升，位于挡泥板上的外部油箱容量为570升。为了增加动力储备，可以在车体后部安装两个容积为380升（2 x 190升）的附加油箱。
由于发动机高度较低（581毫米），发动机舱采用两层设计。喷射器散热器冷却系统安装在发动机上方。
与之前的发动机型号6TD相比，在尺寸（长x宽x高，毫米：1602x955x581）和重量（1180千克）相同的情况下功率增加了20%。由于发动机的紧凑性和设计的特殊性，动力装置横置于坦克的发动机传动舱内，并与车载变速箱同轴。发动机传动室保持较小（3.1立方米）空间，更换发动机时无需重新校准，油箱的传动装置得到显著简化。
发动机经过升级，可提高不同气候和天气条件下的效率和可靠性。发动机的设计和功能确保其在高达+55°C的气温下运行时几乎不会降低功率，而例如T-90坦克的四冲程柴油发动机V-92S2的功率在上述条件下功率则会从1000下降至600马力。
BM“堡垒”在干燥土路上每100公里油耗为325-370升，在硬路面上每100公里油耗不超过300升。发动机进气口可确保空气从坦克上灰尘最少的位置流入，并允许操作员无需预先准备即可涉水，最大涉水深度达1.8米。
辅助动力装置
BM“堡垒”配备了10kW的柴油辅助动力系统（APU）。APU的设计目的是在发动机关闭的情况下仍向坦克提供电力，例如当坦克处于固定射击位置或伏击敌方时。它安装在密封装甲舱内的右侧挡泥板上，并连接至主发动机的电气和燃油系统。
传动
“堡垒”使用带自动换档功能的行星齿轮式变速箱，其有7个前进档和5个倒档（其中4个档位处于倒档模式，切换至倒档模式可在坦克完全停止时进行）。最大前进速度为70公里/时，倒车速度为35公里/时。
这套高效的新型坦克运动集成控制系统由KhKBM开发，可确保坦克在移动和静止时的平稳转向，并通过确保其最佳换档来改善坦克的动态加速特性。这套控制系统可使用方向盘实现平稳转弯，而不是通过操纵杆，从而大大简化了控制过程，降低了司机的疲劳，提高了可操作性并允许重复控制。安装了6TD-2发动机的发动机传动室的类似控制系统出口到了国外，安装在巴基斯坦哈立德坦克上。
底盘
BM“堡垒”底盘两侧由六个直径为670毫米的橡胶涂层负重滚轮（双轮）、五个直径为225毫米的支撑滚轮、一个惰轮和一个位于车尾的驱动轮组成。负重轮的悬架是独立扭杆悬架，带有六个液压伸缩减震器（在第一、第二和第六对负重轮上）。悬架单元置于车体外侧，以释放车体内的空间并方便悬架的维护。
坦克可配备两种类型的履带：宽度为580毫米的沥青履带，可确保坦克在沥青混凝土路面上的高速行驶；宽度为600毫米的履带，增加了土壤接合元件，可在雪地和松散的土地上移动。车体的首下固定有橡胶裙板，可减少行驶时的灰尘。

### 监视、通讯、导航设备
- 监视设备：
  - 光学日间观测装置TNPO-160和TNP-165A；[51]
  - 司机夜视仪TVN-5；[52]
- 通讯设备：
  - UHF无线电台R-030U，在中等崎岖地形中提供长达20-25公里范围内的通信；[53]
  - 车长SW无线电台R-163-50K，提供高达250-350公里范围内的通信；[54]
  - 内部通信和交换设备AVSK-1 (R-174)；[55]
  - 降噪耳机ShSh-1；[56]
- 导航设备：
  - 卫星导航系统TIUS-NM，包含用于卫星导航的无线电导航设备CH-3700-03（通过接收GPS系统和格洛纳斯系统的无线电信号在世界任何地点、时间和天气条件下连续确定坦克的坐标）；坦克的导航系统能够存储多达10条路线，每条路线最多可设置50个标记点；[57]
  - 车长信息控制台1KPI-M，可将初始设置、代码、命令、请求、目的地坐标和航路点输入计算机，以及在屏幕上显示输入的信息和通过无线电台或导航系统接收的数据；以及战场上有关坦克及其他所属单位的装甲车在战场上的位置、目的地和航路点的信息以文本或图形形式显示在屏幕上。[58]

### 人因工程
BM“堡垒”的人体工程学由以下因素确保：
- 自动换档—大大简化了控制，减少了司机训练时间和长期驾驶坦克产生的疲劳；
- 司机数字面板（车载电脑）—用于指示燃油和机油油位、控制加热器的运行、预启动准备和主发动机启动、打开和关闭灯光、显示发动机和变速箱参数；
- 空调系统—由安装在车体和炮塔内的两台空调组成，通过冷却、干燥或加热居住舱内的空气为乘员提供舒适的工作条件。[29]

## 衍生型
- “堡垒-M”，开发名478DU9-1工程（羅馬化：Ob'jekt 478DU9-1）—BM“堡垒”坦克的基本型号，比之前的T-84U“堡垒”提高了机动性和安全性，安装了护卫APS。制造了3辆。
- “堡垒-T”—出口泰国武装部队的特殊型号。与基本型“堡垒-M”的不同之处在于，它在坦克炮塔中安装了空调，以便在热带条件及其他地区的战斗行动中冷却坦克中部的空气。
- “堡垒-P”—为竞标巴基斯坦招标而制造。从外观上看，它与基本型“堡垒-M”的不同之处在于外壳的侧装甲较轻。
- “堡垒-2M”，开发名478DU11工程（羅馬化：Ob'jekt 478DU11）—乌克兰BM“堡垒”坦克的新项目，将替换BM“堡垒”上的所有俄罗斯产零部件。[59]
- 狂战士 (BMP)（烏克蘭語：Берсерк (БМП)）—2017年1月30日，基于BM“堡垒”底盘的新型BMP项目被曝光。[60]
- 未知型号的155毫米自行榴弹炮—乌克兰国防工业公司2015年底发布的年度报告陈述了乌克兰方面计划以乌克兰现有的装甲车为基础制造两种自行火炮。乌克兰方面，该项目应由哈尔科夫莫罗佐夫机械制造设计局实施。而波兰方面，则由斯塔洛瓦沃拉冶炼厂（英语：Huta Stalowa Wola）实施。他们计划实施两个项目：在BTR-4E底盘上制造120毫米自行迫击炮，以及在BM“堡垒”坦克底盘上制造155毫米（英语：155 mm caliber）自行榴弹炮。乌克兰方面正在考虑在BM“堡垒”坦克的底盘上开发该项目。[61]

## 出口

### 泰国

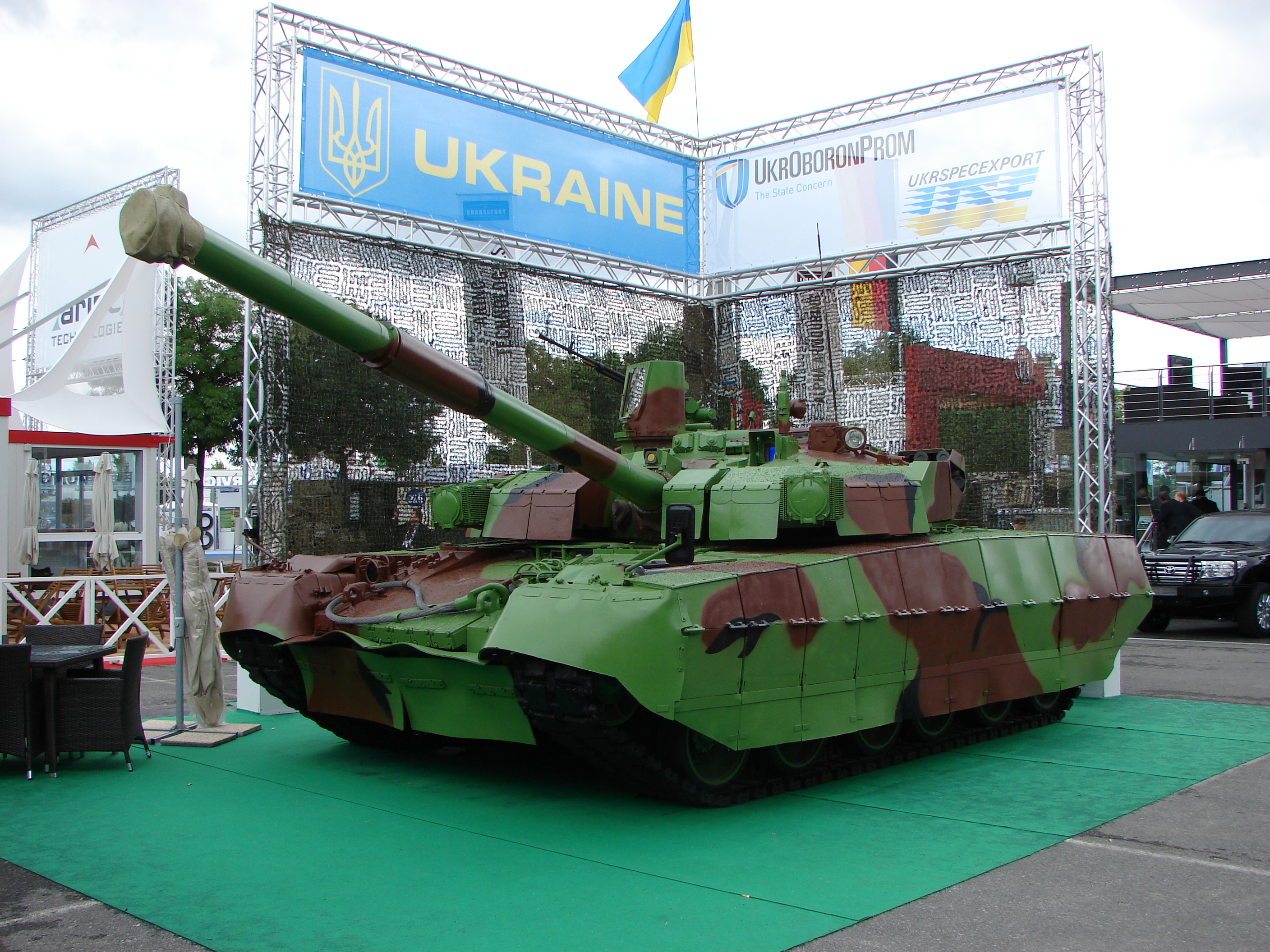
2012年欧洲国际防务展上的BM“堡垒”

2011年9月1日，乌克兰特殊用品出口有限公司与泰国签署了一份价值2.41亿美元的合同，合同内容是制造并向泰国供应49辆“堡垒-T”坦克。为泰国皇家陆军制造的型号与标准版相比，内部设备、通讯设备和耳机有一些改动，并加装了空调，以方便坦克成员在热带气候条件下可舒适工作。“堡垒-M”通过招标而被选中，其中还包括韩国的K2黑豹、俄罗斯的T-90和德国的豹2。据称此选择是根据“性价比”做出的，而且乌泰两国之间已建立的军事技术联系也发挥了作用。新坦克的交付将是采购乌克兰军事装备的第二阶段。泰国此前于2007年向乌克兰购买了96辆由KhKBM开发的BTR-3E1装甲运输车，2011年购买了121辆，总价值为2.7亿美元，这些坦克于2013至2017年入列泰国地面部队。
2013年1月4日，泰国武装部队总司令巴育·占奥差将军表示，在2013年1月上旬举行的谈判中，乌克兰方面承诺于2013年5月移交首批5辆坦克，并在2015年底前完成“堡垒-T”坦克的供应合同。2013年6月26日，第一辆制造完成的坦克亮相。2013年11月5日，首批5辆坦克在哈尔科夫移交给泰国陆军代表。2014年2月4日，首批5辆“堡垒-T”坦克进入泰国皇家军队服役。2015年6月1日，第二批5辆“堡垒-T”坦克抵达泰国。2015年12月，由于2015年没有生产出任何“堡垒-T”，乌克兰政府向泰国请求将合同转移到2016年。
据乌克兰国际文传电讯社报道，第三批10辆“堡垒”坦克于2015年12月发出，据泰国社交网络报道，于2016年5月抵达桃桃邑基地。乌克兰国防工业则报道称，第三批坦克于6月制造，并于2016年7月运往泰国。乌克兰国防工业的代表否认了有关2014年夺取政权的泰国军队打算用俄罗斯和中国的同级坦克取代乌克兰坦克的传闻。最终结果是，泰国陆军的“堡垒-T”坦克总数增加至20辆。
第四批五辆“堡垒-T”坦克于2016年11月中旬运抵泰国。五辆坦克的验收于一月中旬开始。至此，运往泰国的“堡垒”坦克总数为25辆。
2017年1月，出现了有关合同终止的新闻，但乌克兰特殊用品出口有限公司声称仍有推迟交货日期的协议。而实际上是因为俄罗斯在顿巴斯的军事行动致使乌克兰方面向泰国请求推迟“堡垒”坦克的交付。第五批5辆“堡垒”于2017年6月交付泰国。
2017年9月底，又一批5辆“堡垒”准备发货。这5辆坦克于2017年12月12日至13日左右交付。泰国还证实，已接收了两辆BREM-84运动员。
最后六辆“堡垒”坦克和两辆BREM-84运动员于2018年3月26日完成验收测试。2018年7月29日，最后一批6辆坦克和两辆BREM-84运动员装甲救济车抵达客户所在国港口。
2018年8月，泰国大众媒体报道称，已完成建立新的乌克兰制造军事装备（特别是BTR-3E和BM“堡垒-T”坦克）维护和修理中心的工作。作为对当地技术人员进行现场维修的培训场所。另据报道指出，泰国皇家陆军仍需要约一百辆新坦克，以取代旧的美国M-41坦克。除其他事项外，报道强调了KhKBM准备进一步供应坦克并保证已经解决了过去存在的生产问题。

### 巴基斯坦
据报道，巴基斯坦购买了1辆“堡垒-M”进行测试。2017年6月，未经证实的消息显示，巴基斯坦正在考虑批量购买“堡垒”坦克，并根据自身需求进行改装。此外，2017年7月上半月，巴基斯坦代表团正式访问乌克兰，其中包括国防部秘书长扎米尔·哈桑·沙阿中将。2018年底，有消息称巴基斯坦放弃了购买“堡垒-M”的想法，选择了中国VT-4坦克。

### 美国
2018年2月底，一份未经官方证实的报道出现在大众媒体上，内容涉及乌美达成协议，将向美国出售一辆“堡垒”，以同时研究这种坦克、乌克兰军事技术和未来的合作前景等。2021年10月19日，乌克兰特殊用品出口有限公司根据2018年的合同将坦克运送给美方。

## 使用方
当前使用方

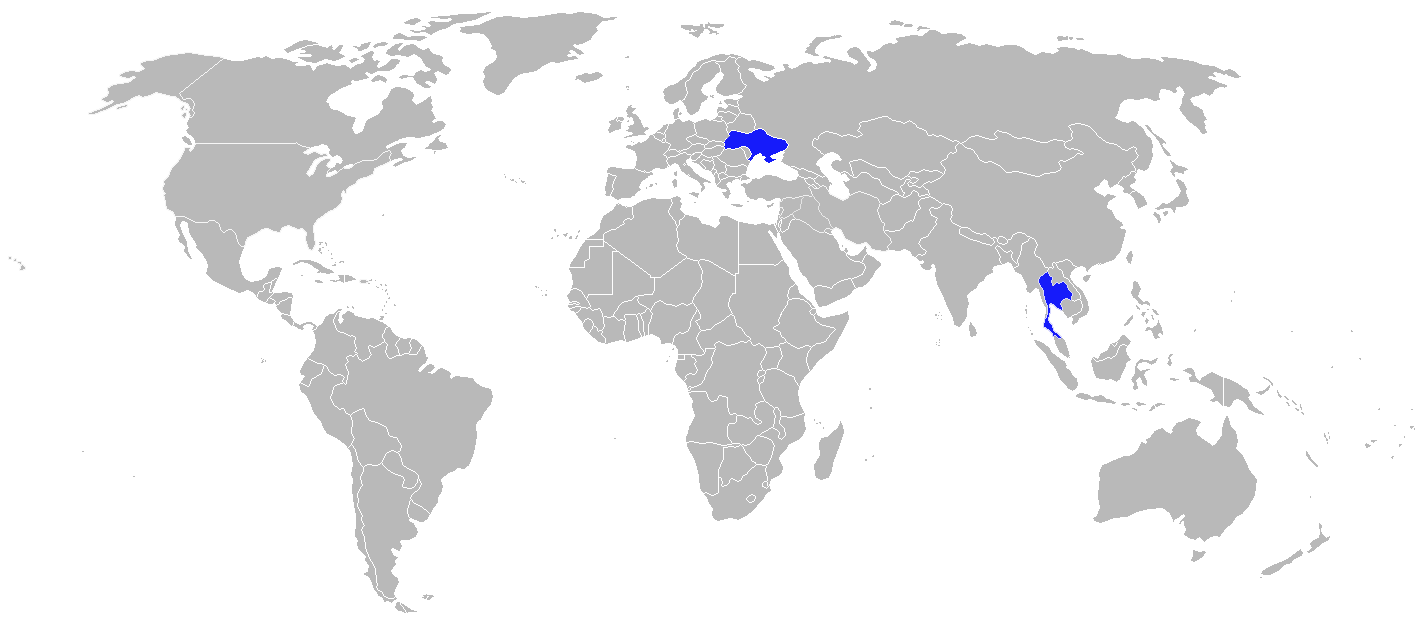
BM“堡垒”主战坦克的使用方以蓝色在地图上显示

- 泰國：49辆“堡垒-T”，截至2024年。[29][90][101]
- 乌克兰：5辆，截至2024年。[102][103]
- 美国：1-4辆，截至2022年，用于教学和研究。[29][102]

潜在客户
- 埃及—2021年4月，马雷舍夫工厂向埃及代表团展示了“堡垒”坦克和企业的生产设施。坦克使用各种炮弹武器在靶场做了射击演示。[104]

## 评价
“堡垒-M”的性能与俄罗斯T-72B3M相当。同时，为车长配备的独立热成像瞄准镜提供了比俄罗斯T-72B3和T-80BVM坦克更好的态势感知能力。与T-84、T-80、T-72、T-64坦克的设计相比，“堡垒-M”的防护设计具有明显较低的薄弱和脆弱区域百分比。此外，改进后的变速箱可使操作人员实现约34公里/时的倒车速度（对于T-72，这项参数为4-5公里/小时，对于T-80B则为10-11公里/时），这可以允许操作人员快速撤退。
米哈伊尔·鲍里修克（装甲车和火炮系统总设计师、KhKBM负责人、中将、技术科学博士、教授）：

“堡垒”是一款全新的坦克，它按照现代世界同类坦克的水平而制造...就其主要特征—战斗力、机动性和防护性而言—“堡垒”坦克处于世界最佳水平...“堡垒”如今在同类产品中拥有世界上最高水平的保护，特别是针对串联装药弹药。
米哈伊尔·鲍里修克在《装甲坚固》一书中概述了改进坦克的方向：

对于“堡垒”坦克来说，首先需要改善武器弹药的特性，包括强化炮管膛孔。总的来说，弹药问题正变得越来越尖锐，而这个问题由于其体量和高额开支，属于乌克兰政府的负责范围。如果没有最高层的决定，这个问题就不可能被丢弃。此外，在“堡垒”坦克上，坦克对炮塔的防护能力应该得到增强和优化，特别是防护敌方直升机的火力。最后，第三个重要领域方面是在不增加发动机和变速箱舱整体尺寸的情况下，将发动机功率储备增加约200马力。
2015年，乌克兰总统的顾问尤里·比留科夫在分析乌克兰国防工业公司的报告后表示，集中生产用于出口的“堡垒-M”会更有利可图，并可利用获得的利润将前苏联时期的T-64升级为布拉特，因为乌克兰武装部队进行战斗行动的实际情况并不允许他们利用“堡垒-M”的优势。比留科夫的观点得到了马雷舍夫工厂前厂长尼古拉·贝洛夫的支持，他指出T-64拥有相同的火炮和APS元件。与此同时，修复工作和所需的技术使得仅需短短几个月就能完成对T-64的大改，而对等的完成生产一辆“堡垒-M”的技术周期则至少为9个月。

## 特征对比
表格显示了BM“堡垒”主战坦克与其他型号的现代主战坦克的战术和技术参数。
| 现代主战坦克的战术和技术参数 | 现代主战坦克的战术和技术参数                                   | 现代主战坦克的战术和技术参数 | 现代主战坦克的战术和技术参数               |
| ---------------------------- | -------------------------------------------------------------- | ---------------------------- | ------------------------------------------ |
| {\displaystyle M}            | 战斗质量（战斗状态下坦克的总重量），单位t                      | {\displaystyle V}            | 最大速度（在高速公路上），单位km/h         |
| {\displaystyle L}            | 长度（火炮朝前时坦克的总长度），单位mm                         | {\displaystyle L_{k}}        | 高速公路行驶里程（不安装额外油箱），单位km |
| {\displaystyle L^{w}}        | 宽度（从一侧履带到另一侧履带，不包括侧裙甲），单位mm           | {\displaystyle B}            | 主炮发射的炮弹数                           |
| {\displaystyle H}            | 高度（到塔顶），单位mm                                         | {\displaystyle C}            | 主炮口径（mm）                             |
| {\displaystyle W}            | 坦克动力装置（发动机）的功率，单位千瓦                         | 列装                         | 首个型号被接受的年份                       |
| {\displaystyle N}            | 比功率（功率{\displaystyle W}与坦克质量{\displaystyle M}之比） | 主动防护系统                 | 主动防护系统（APS）是否装备                |
| {\displaystyle E}            | 坦克乘员（男性）                                               | 反应装甲                     | 是否装备爆炸反应装甲（ERA、NERA、SLERA）   |

| 现代MBT参数对比                                                                            | 现代MBT参数对比                                                                            | 现代MBT参数对比                                                                            | 现代MBT参数对比                                                                            | 现代MBT参数对比                                                                            | 现代MBT参数对比                                                                            | 现代MBT参数对比                                                                            | 现代MBT参数对比                                                                            | 现代MBT参数对比                                                                            | 现代MBT参数对比                                                                            | 现代MBT参数对比                                                                            | 现代MBT参数对比                                                                            | 现代MBT参数对比                                                                            | 现代MBT参数对比                                                                            | 现代MBT参数对比                                                                            | 现代MBT参数对比                                                                            |
| 单击要排序的列的名称可以实现重新排序。再次单击可更改排序顺序。刷新页面即可恢复原来的顺序。 | 单击要排序的列的名称可以实现重新排序。再次单击可更改排序顺序。刷新页面即可恢复原来的顺序。 | 单击要排序的列的名称可以实现重新排序。再次单击可更改排序顺序。刷新页面即可恢复原来的顺序。 | 单击要排序的列的名称可以实现重新排序。再次单击可更改排序顺序。刷新页面即可恢复原来的顺序。 | 单击要排序的列的名称可以实现重新排序。再次单击可更改排序顺序。刷新页面即可恢复原来的顺序。 | 单击要排序的列的名称可以实现重新排序。再次单击可更改排序顺序。刷新页面即可恢复原来的顺序。 | 单击要排序的列的名称可以实现重新排序。再次单击可更改排序顺序。刷新页面即可恢复原来的顺序。 | 单击要排序的列的名称可以实现重新排序。再次单击可更改排序顺序。刷新页面即可恢复原来的顺序。 | 单击要排序的列的名称可以实现重新排序。再次单击可更改排序顺序。刷新页面即可恢复原来的顺序。 | 单击要排序的列的名称可以实现重新排序。再次单击可更改排序顺序。刷新页面即可恢复原来的顺序。 | 单击要排序的列的名称可以实现重新排序。再次单击可更改排序顺序。刷新页面即可恢复原来的顺序。 | 单击要排序的列的名称可以实现重新排序。再次单击可更改排序顺序。刷新页面即可恢复原来的顺序。 | 单击要排序的列的名称可以实现重新排序。再次单击可更改排序顺序。刷新页面即可恢复原来的顺序。 | 单击要排序的列的名称可以实现重新排序。再次单击可更改排序顺序。刷新页面即可恢复原来的顺序。 | 单击要排序的列的名称可以实现重新排序。再次单击可更改排序顺序。刷新页面即可恢复原来的顺序。 | 单击要排序的列的名称可以实现重新排序。再次单击可更改排序顺序。刷新页面即可恢复原来的顺序。 |
| 坦克                                                                                       | {\displaystyle M}                                                                          | {\displaystyle L}                                                                          | {\displaystyle L^{w}}                                                                      | {\displaystyle H}                                                                          | {\displaystyle W}                                                                          | {\displaystyle N}                                                                          | {\displaystyle E}                                                                          | {\displaystyle V}                                                                          | {\displaystyle L_{k}}                                                                      | {\displaystyle B}                                                                          | {\displaystyle C}                                                                          | 列装                                                                                       | 反应装甲                                                                                   | 主动防护系统                                                                               | 来源                                                                                       |
| ------------------------------------------------------------------------------------------ | ------------------------------------------------------------------------------------------ | ------------------------------------------------------------------------------------------ | ------------------------------------------------------------------------------------------ | ------------------------------------------------------------------------------------------ | ------------------------------------------------------------------------------------------ | ------------------------------------------------------------------------------------------ | ------------------------------------------------------------------------------------------ | ------------------------------------------------------------------------------------------ | ------------------------------------------------------------------------------------------ | ------------------------------------------------------------------------------------------ | ------------------------------------------------------------------------------------------ | ------------------------------------------------------------------------------------------ | ------------------------------------------------------------------------------------------ | ------------------------------------------------------------------------------------------ | ------------------------------------------------------------------------------------------ |
| · BM堡垒 · 乌克兰                                                                          | 51                                                                                         | 9720                                                                                       | 3400                                                                                       | 2285                                                                                       | 1200                                                                                       | 24,7                                                                                       | 3                                                                                          | 70                                                                                         | 400                                                                                        | 46                                                                                         | 125                                                                                        | 2009                                                                                       | 双刃                                                                                       | 护卫                                                                                       | 12                                                                                         |
| · T-84U堡垒 · 乌克兰                                                                       | 48                                                                                         | 9664                                                                                       | 3775                                                                                       | 2215                                                                                       | 895                                                                                        | 18.6                                                                                       | 3                                                                                          | 65                                                                                         | 450                                                                                        | 40                                                                                         | 125                                                                                        | 2000                                                                                       | 利刃                                                                                       | 护卫                                                                                       | 1 2                                                                                        |
| · 99式 · 中国                                                                              | 58                                                                                         | 11000                                                                                      | 3400                                                                                       | 2250                                                                                       | 1120                                                                                       | 19.3                                                                                       | 3                                                                                          | 65                                                                                         | 450                                                                                        | 32                                                                                         | 125                                                                                        | 2000                                                                                       | FY-4                                                                                       | JD-3                                                                                       | 1 2                                                                                        |
| · TR-85M1野牛 · 羅馬尼亞                                                                   | 50                                                                                         | 9920                                                                                       | 3430                                                                                       | 2380                                                                                       | 641                                                                                        | 12.8                                                                                       | 4                                                                                          | 60                                                                                         | 400                                                                                        | 41                                                                                         | 100                                                                                        | 1997                                                                                       | N/A                                                                                        | N/A                                                                                        | 1 2                                                                                        |
| · T-90S · 俄羅斯                                                                           | 46.5                                                                                       | 9530                                                                                       | 3370                                                                                       | 2280                                                                                       | 746                                                                                        | 16                                                                                         | 3                                                                                          | 60                                                                                         | 450                                                                                        | 42                                                                                         | 125                                                                                        | 2005                                                                                       | 有                                                                                         | 窗帘 (APS)                                                                                 | 2                                                                                          |
| · M-84AS1 · 塞爾維亞                                                                       | 45                                                                                         | 9530                                                                                       | 3730                                                                                       | 2230                                                                                       | 735/886                                                                                    | 16.3/19.69                                                                                 | 3                                                                                          | 80                                                                                         | 700                                                                                        | N/A                                                                                        | 125                                                                                        | 2023                                                                                       | M19                                                                                        | 有                                                                                         | 1 2                                                                                        |
| · М-95堕落者 ·                                                                             | 44.5                                                                                       | 10140                                                                                      | 3590                                                                                       | 2200                                                                                       | 746                                                                                        | 16.7                                                                                       | 3                                                                                          | 70                                                                                         | 450                                                                                        | 42                                                                                         | 125                                                                                        | 1996                                                                                       | 有                                                                                         | 有                                                                                         | 1 2                                                                                        |
| · 豹2A6M · 德国                                                                            | 62.5                                                                                       | 10970                                                                                      | 3030                                                                                       | 2640                                                                                       | 1120                                                                                       | 17.9                                                                                       | 4                                                                                          | 68                                                                                         | 500                                                                                        | 42                                                                                         | 120                                                                                        | 2004                                                                                       | 有                                                                                         | MUSS                                                                                       | 1 2                                                                                        |
| · 梅卡瓦Mk.4M · 以色列                                                                     | 70                                                                                         | 9040                                                                                       | 3720                                                                                       | 2660                                                                                       | 1120                                                                                       | 16                                                                                         | 4                                                                                          | 70                                                                                         | 500                                                                                        | 48                                                                                         | 120                                                                                        | 2003                                                                                       | NERA                                                                                       | 战利品                                                                                     | 1 2                                                                                        |
| · M1A2艾布拉姆斯SEP · 美国                                                                 | 63                                                                                         | 9830                                                                                       | 3650                                                                                       | 2370                                                                                       | 1120                                                                                       | 17.7                                                                                       | 4                                                                                          | 68                                                                                         | 426                                                                                        | 48                                                                                         | 120                                                                                        | 2000                                                                                       | TUSK ARAT                                                                                  | AN/VLQ-6 MCD                                                                               | 1 2 3                                                                                      |
| · PT-91A · 波蘭                                                                            | 45.3                                                                                       | 9670                                                                                       | 3600                                                                                       | 2200                                                                                       | 746                                                                                        | 16.4                                                                                       | 3                                                                                          | 60                                                                                         | 480                                                                                        | 42                                                                                         | 125                                                                                        | 2010                                                                                       | ERAWA                                                                                      | Obra-3                                                                                     | 1 2 3 4                                                                                    |
| · 勒克莱尔 · 法國                                                                          | 54.5                                                                                       | 9870                                                                                       | 3710                                                                                       | 2530                                                                                       | 1120                                                                                       | 20.5                                                                                       | 3                                                                                          | 72                                                                                         | 500                                                                                        | 40                                                                                         | 120                                                                                        | 1992                                                                                       | 有                                                                                         | N/A                                                                                        | 1 2                                                                                        |
| · 挑战者2 · 英国                                                                           | 62.5                                                                                       | 11500                                                                                      | 3500                                                                                       | 2490                                                                                       | 895                                                                                        | 14.3                                                                                       | 4                                                                                          | 56                                                                                         | 450                                                                                        | 52                                                                                         | 120                                                                                        | 2002                                                                                       | 有                                                                                         | N/A                                                                                        | 1 2                                                                                        |
| · K1А1 (88式) ·                                                                            | 53.1                                                                                       | 9710                                                                                       | 3600                                                                                       | 2250                                                                                       | 895                                                                                        | 16.8                                                                                       | 4                                                                                          | 65                                                                                         | 500                                                                                        | 32                                                                                         | 120                                                                                        | 2000                                                                                       | N/A                                                                                        | 无                                                                                         | 1 2 3                                                                                      |
| · K2黑豹 ·                                                                                 | 55                                                                                         | 10800                                                                                      | 3600                                                                                       | 2400                                                                                       | 1120                                                                                       | 20.3                                                                                       | 4                                                                                          | 70                                                                                         | 450                                                                                        | 32                                                                                         | 120                                                                                        | 2014                                                                                       | 有                                                                                         | 有                                                                                         | 1                                                                                          |
| · 阿琼Mk.I · 印度                                                                          | 57.6                                                                                       | 10638                                                                                      | 3864                                                                                       | 2320                                                                                       | 1044                                                                                       | 18.1                                                                                       | 4                                                                                          | 70                                                                                         | 450                                                                                        | 39                                                                                         | 120                                                                                        | 2011                                                                                       | 无                                                                                         | 无                                                                                         | 12                                                                                         |
| · C1公羊 · 義大利                                                                          | 54                                                                                         | 9670                                                                                       | 3420                                                                                       | 2510                                                                                       | 930                                                                                        | 17.2                                                                                       | 4                                                                                          | 65                                                                                         | 550                                                                                        | 42                                                                                         | 120                                                                                        | 1995                                                                                       | 无                                                                                         | 有                                                                                         | 1 2                                                                                        |
| · 哈立德 · 巴基斯坦                                                                        | 48                                                                                         | 10070                                                                                      | 3500                                                                                       | 2400                                                                                       | 895                                                                                        | 18.6                                                                                       | 3                                                                                          | 72                                                                                         | 500                                                                                        | 39                                                                                         | 125                                                                                        | 2001                                                                                       | 有                                                                                         | 护卫                                                                                       | 1 2                                                                                        |
| · 10式 · 日本                                                                              | 44                                                                                         | 9485                                                                                       | 3240                                                                                       | 2300                                                                                       | 895                                                                                        | 20.3                                                                                       | 3                                                                                          | 70                                                                                         | N/A                                                                                        | N/A                                                                                        | 120                                                                                        | 2010                                                                                       | N/A                                                                                        | N/A                                                                                        | 1 2                                                                                        |
| · 萨布拉Mk.II · 土耳其                                                                     | 59                                                                                         | 6950                                                                                       | 3630                                                                                       | 3270                                                                                       | 746                                                                                        | 12.6                                                                                       | 3                                                                                          | 55                                                                                         | 450                                                                                        | N/A                                                                                        | 120                                                                                        | 2007                                                                                       | 有                                                                                         | N/A                                                                                        | 1 2                                                                                        |
| · 佐勒菲卡尔 · 伊朗                                                                        | 36                                                                                         | 7000                                                                                       | 3600                                                                                       | 2400                                                                                       | 582                                                                                        | 16.2                                                                                       | 3                                                                                          | 70                                                                                         | 450                                                                                        | N/A                                                                                        | 125                                                                                        | 1996                                                                                       | 无                                                                                         | 无                                                                                         | 1                                                                                          |

## 相册

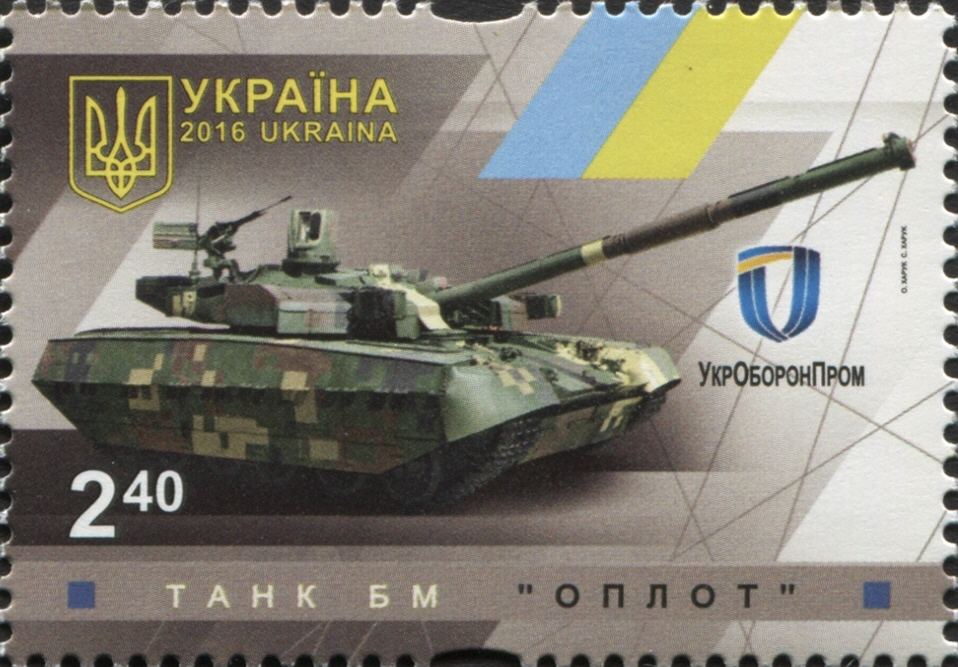
乌克兰2016年邮票（烏克蘭語：Знаки поштової оплати України 2016）上的BM“堡垒”
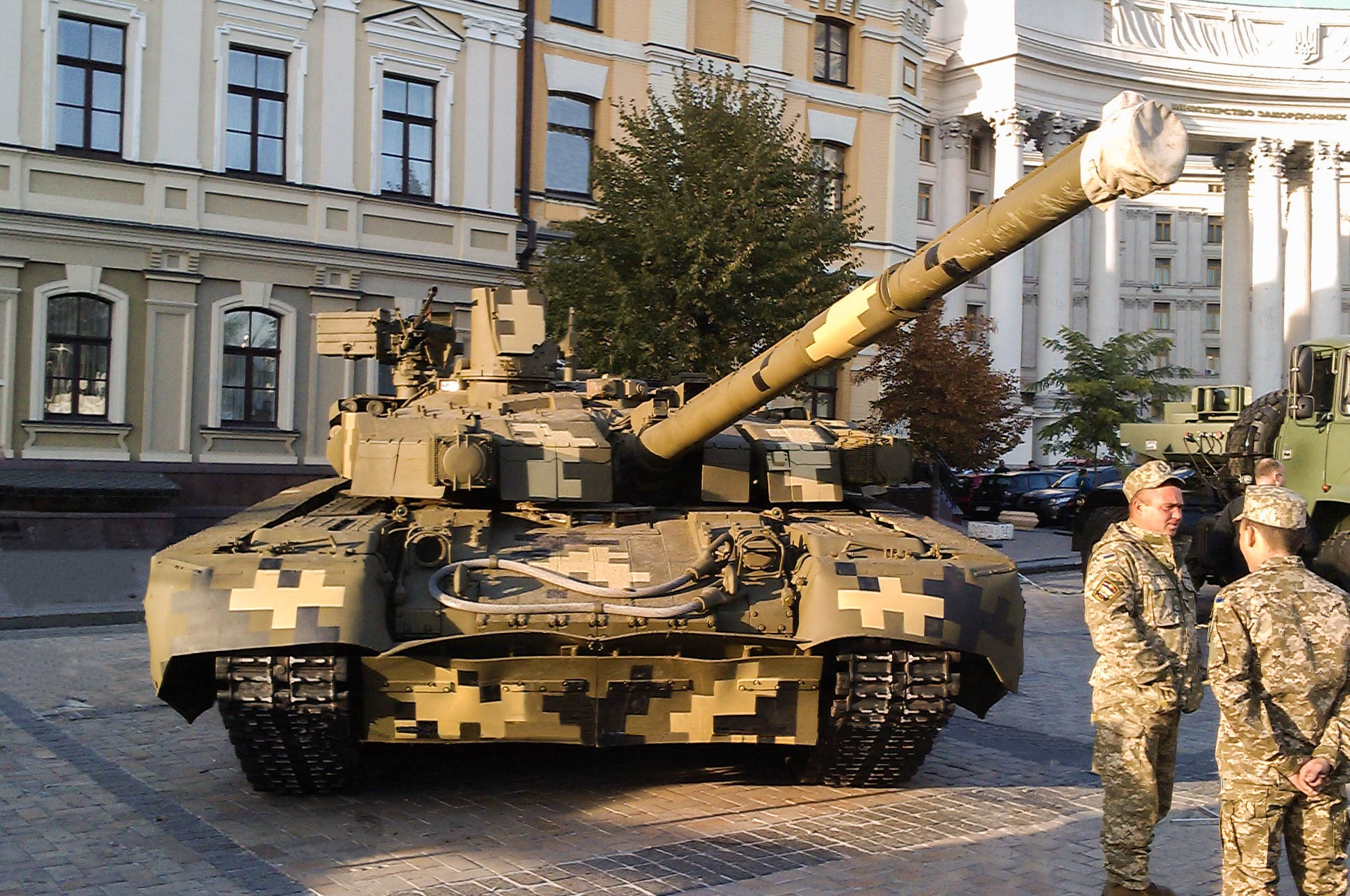
2015年乌克兰保卫者日展览“不可征服的力量”
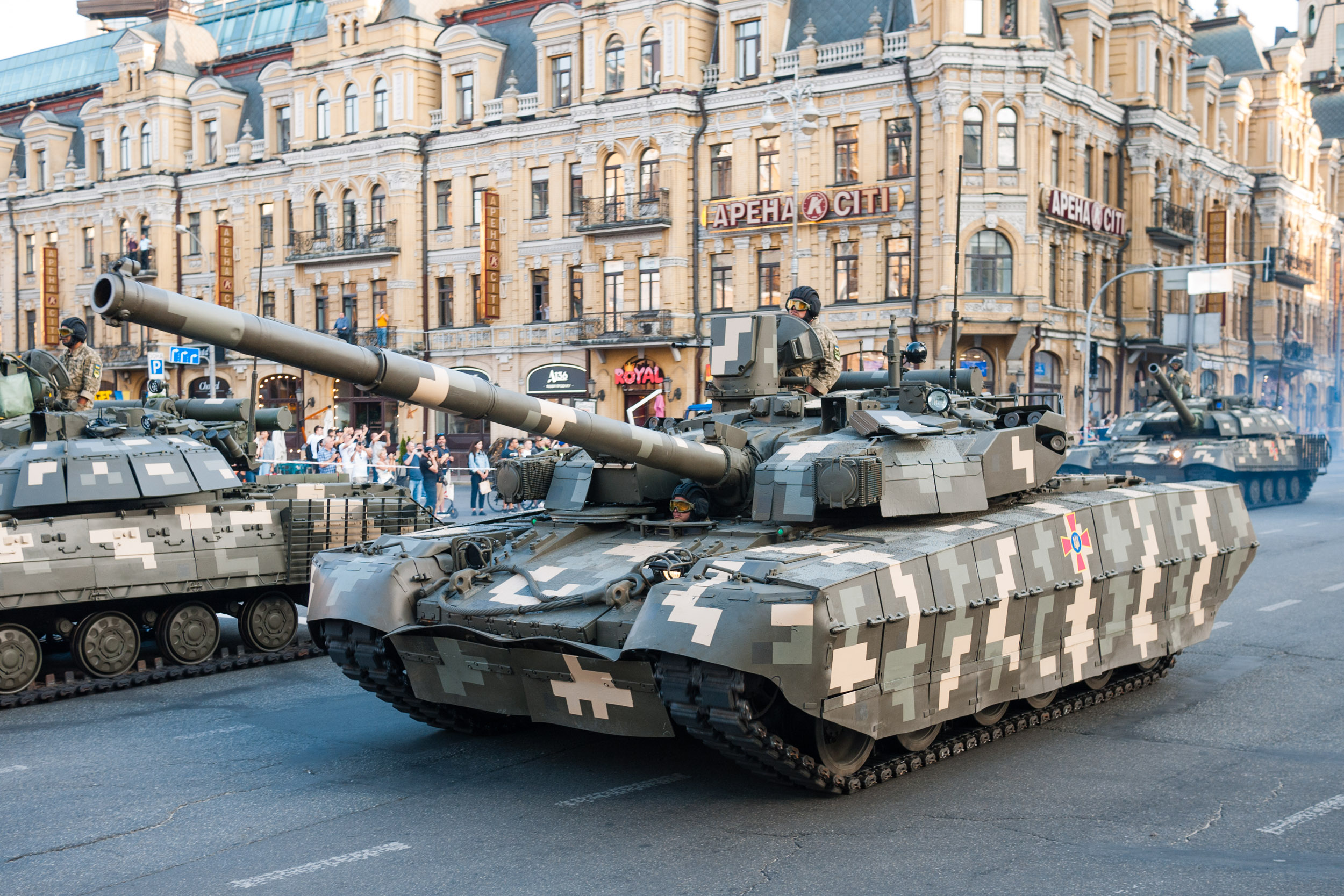
参加2021年乌克兰独立日阅兵式的BM“堡垒”